# Euchromia siamensis
Euchromia siamensis är en fjärilsart som beskrevs av Butler 1876. Euchromia siamensis ingår i släktet Euchromia och familjen björnspinnare. Inga underarter finns listade i Catalogue of Life.